# 再订货点管理
再订货点( ROP ) 是触发对特定库存的进行补货的库存数量点。当库存下降到该数量时，须安排补货。补货数量要考虑补货的前置时间(lead time)内的预估用量加上安全库存。

在库存管理中，通常有以下三种方法触发补货：
1. 永续盘存系统(perpetual inventory system)：通过软件，例如ERP软件，实时监控库存数量，库存周转记录，并计算补货数量，生成补货需求；
2. 双箱系统(two-bin system)：库存通常被存储在两个箱子中（称为A，B箱），将B箱所能容纳的数量设置与再订货点(ROP)数量一致；取货时，先从A箱中取；当A箱中库存用尽后，触发补货需求，同时继续从B箱中取货；待补货到货之后，先填满B箱，用剩下的数量填满A箱，继续从A箱中取货，进行循环；
3. 看板系统(kanban system)：在精益生产中，通过视觉管理来进行补货的系统。